# Dorothy Blackie
Dorothy Moira Blackie (conocida como Dot Blackie; Saint Andrews, 18 de febrero de 1967) es una deportista británica que compitió en remo.
Ganó una medalla de plata en el Campeonato Mundial de Remo de 1998, en la prueba de dos sin timonel. Participó en tres Juegos Olímpicos de Verano, ocupando el séptimo lugar en Barcelona 1992 (ocho con timonel), el séptimo en Atlanta 1996 (ocho con timonel) y el noveno en Sídney 2000 (dos sin timonel).

## Palmarés internacional
| Campeonato Mundial | Campeonato Mundial | Campeonato Mundial | Campeonato Mundial |
| Año                | Lugar              | Medalla            | Prueba             |
| ------------------ | ------------------ | ------------------ | ------------------ |
| 1998               | Colonia (Alemania) | Medalla de plata   | Dos sin timonel    |